# Samuela Comola
Samuela Comola (Aosta, 21 april 1998) is een Italiaanse biatlete. Ze vertegenwoordigde haar vaderland op de Olympische Winterspelen 2022 in Peking.

## Carrière
Comola maakte haar wereldbekerdebuut in november 2021 in Östersund. Tijdens de Olympische Winterspelen van 2022 in Peking eindigde ze als 37e op de 10 kilometer achtervolging en als 57e op de 7,5 kilometer sprint. Op de estafette eindigde ze samen met Lisa Vittozzi, Dorothea Wierer en Federica Sanfilippo op de vijfde plaats. In maart 2022 scoorde de Italiaanse in Oslo haar eerste wereldbekerpunten.
Op de wereldkampioenschappen biatlon 2023 in Oberhof eindigde Comola als vierde op de 15 kilometer individueel, als tiende op de 12,5 kilometer massastart, als 42e op de 10 kilometer achtervolging en als 46e op de 7,5 kilometer sprint. Samen met Dorothea Wierer, Hannah Auchentaller en Lisa Vittozzi werd ze wereldkampioene op de estafette.

## Resultaten

### Olympische Winterspelen
| Jaar | Plaats | Onderdeel   | Onderdeel | Onderdeel     | Onderdeel  | Onderdeel | Onderdeel          |
| Jaar | Plaats | Individueel | Sprint    | Achtervolging | Massastart | Estafette | Gemengde estafette |
| ---- | ------ | ----------- | --------- | ------------- | ---------- | --------- | ------------------ |
| 2022 | Peking | –           | 57e       | 37e           | –          | 5e        | –                  |

### Wereldkampioenschappen
| Jaar | Plaats  | Onderdeel   | Onderdeel | Onderdeel     | Onderdeel  | Onderdeel | Onderdeel          | Onderdeel           | Onderdeel |
| Jaar | Plaats  | Individueel | Sprint    | Achtervolging | Massastart | Estafette | Gemengde estafette | Single- Mixed-Relay |           |
| ---- | ------- | ----------- | --------- | ------------- | ---------- | --------- | ------------------ | ------------------- | --------- |
| 2023 | Oberhof | 4e          | 46e       | 42e           | 10e        | Goud      | –                  | –                   |           |

### Wereldbeker
Eindklasseringen
| Seizoen   | Algemeen | Individueel | Sprint | Achtervolging | Massastart |
| --------- | -------- | ----------- | ------ | ------------- | ---------- |
| 2021/2022 | 87e      | –           | 87e    | 61e           | –          |